# Tashmetum
Tashmetum (Tashmetu) est une déesse mésopotamienne, la consœur du dieu Nabû.